# Carex hanensis
Carex hanensis är en halvgräsart som beskrevs av Stephen Troyte Dunn. Carex hanensis ingår i släktet starrar, och familjen halvgräs. Inga underarter finns listade i Catalogue of Life.